# Healing Through Fire
Healing Through Fire – szósty studyjny album stonermetalowego zespołu Orange Goblin, połączenie punkrokowego stylu grania i metalowych riffów. Styl to wynikowa stylów z Coup De Grace i Thieving From the House of God.
Healing Through Fire został wydany w maju 2007 dla Sanctuary Records. Tematyka tekstów łączy się z wielką zarazą i pożarem Londynu. Ben Ward twierdzi jednak, że nie jest to concept album. Zespół nagrał materiał w londyńskim studio Fortress.
Do specjalnego wydania albumu dołączono DVD z występem z Londynu, który odbył się w grudniu 2006. Dodatkowa płyta zawiera też wywiady z muzykami.

## Lista utworów
1. The Ballad of Solomon Eagle
2. Vagrant Stomp
3. The Ale House Braves
4. Cities of Frost
5. Hot Knives & Open Sores
6. Hounds Ditch
7. Mortlake (Dead Water)
8. They Come Back (Harvest of Skulls)
9. Beginners Guide to Suicide

## Lista utworów na DVD
1. Some You Win, Some You Lose
2. Quincy the Pig Boy
3. Getting High on the Bad Times
4. Ballad of Solomon Eagle
5. Hot Magic Red Planet
6. Round Up the Horses
7. They Come Back
8. Your World Will Hate This
9. Blue Snow
10. Scorpionica

## Wykonawcy
- Joe Horae - gitara
- Martyn Millard - gitara basowa
- Chris Turner - perkusja
- Ben Ward – wokal